# لارس لاغربك
لارس لاغربك ((بالسويدية: Lars Lagerbäck)‏؛ مواليد 16 يوليو 1948 في كاترينهولم، السويد) هو مدرب كرة قدم سويدي ولاعب سابق يدرب حالياً آيسلندا. درب المنتخب السويدي من عام 1998 حتى عام 1999، كما درب منتخب نيجيريا لكرة القدم في كأس العالم 2010 ,ولد في كاترينهولم، وقد بدأ لارس لاغرباك مسيرته التدريبية عام 1977 وقاد عدة اندية مغمورة في مرسيرته وهي كيلا فورس بالإضافة إلى اربرا وأيضا النادي هوديكسفالس، وقد عمل لارس لاغرباك مساعدا للمدرب لتومي سودربيرغ في تدريب المنتخب السويدي حتى رشح في عام 2000 ليكون مدربا مع طومي في تدريب المنتخب السويدي، وقد قاد المنتخب مع طومي إلى الدور الثاني في كأس العالم 2002 في كوريا واليابان ودور الثمانية في بطولة يورو 2004، وعقب نهاية يورو 2004 قرر الاتحاد السويدي لكرة القدم تعيين لارس لاغرباك مدربا وحيدا للمنتخب السويدي وتأهل مع المنتخب إلى الدور الثاني لمونديال 2005 بالإضافة إلى يورو 2008، ومن المعروف ان لارس يركز عادة على التكتيك والخطط المختلفة واللعب الجماعي وصقله مع المهارات الفردية للاعبيه أكثر من النجومية بالإضافة إلى تمتعه بشخصية قوية يفرضها على اللاعبين.